# DB-Baureihe V 160
Die Baureihe V 160 (ab 1968: Baureihe 216) war ein Diesellokomotiven-Typ der Deutschen Bundesbahn. Dieser ist die erste Variante der V 160-Familie, die im Nachkriegs-Neubauprogramm der Bundesbahn als einmotorige Großdiesellokomotive für den mittelschweren Streckendienst projektiert wurde.

## Geschichte

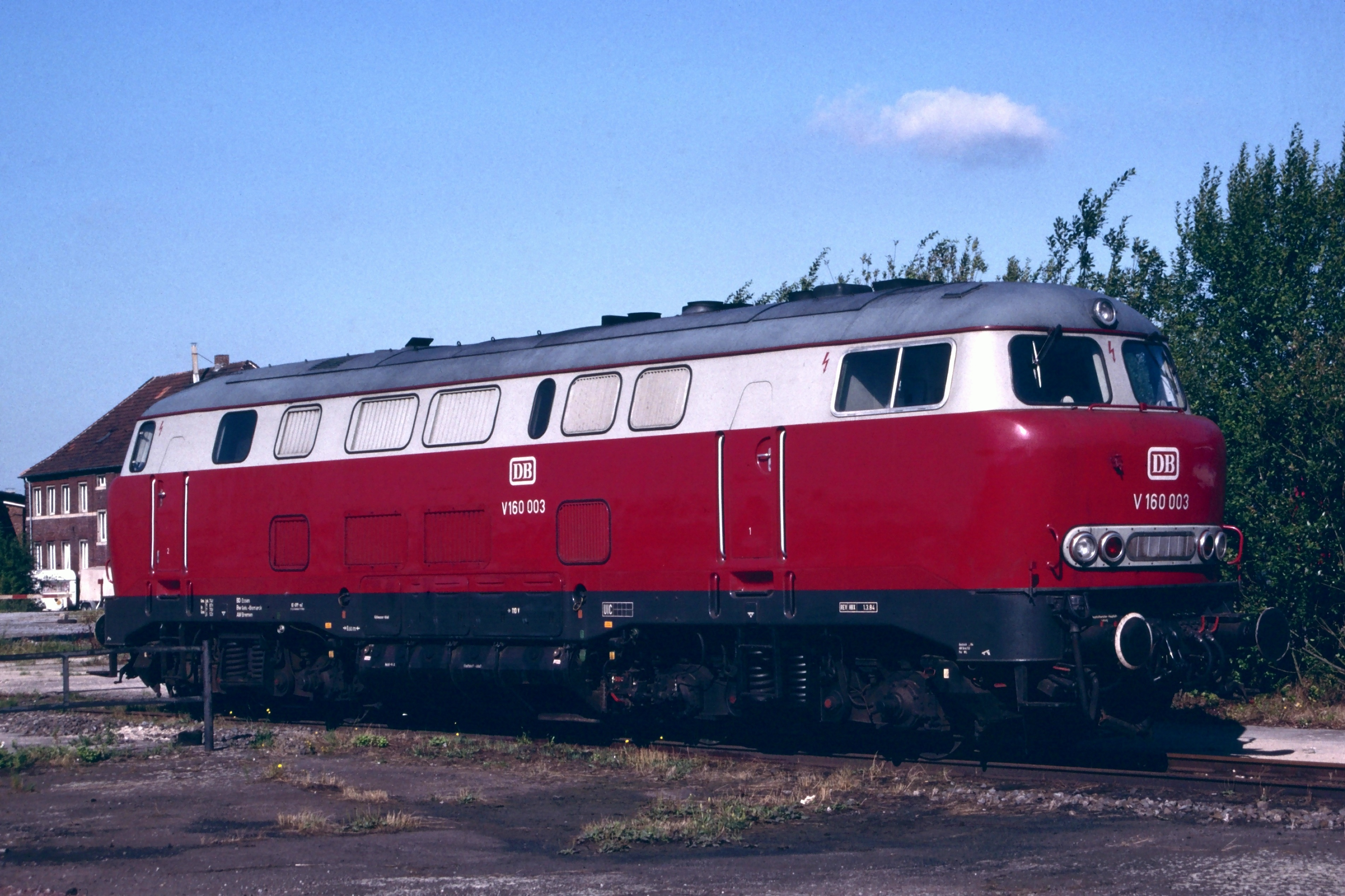
Vorserien-V 160 003 1985 im Bahnhof Haltern am See

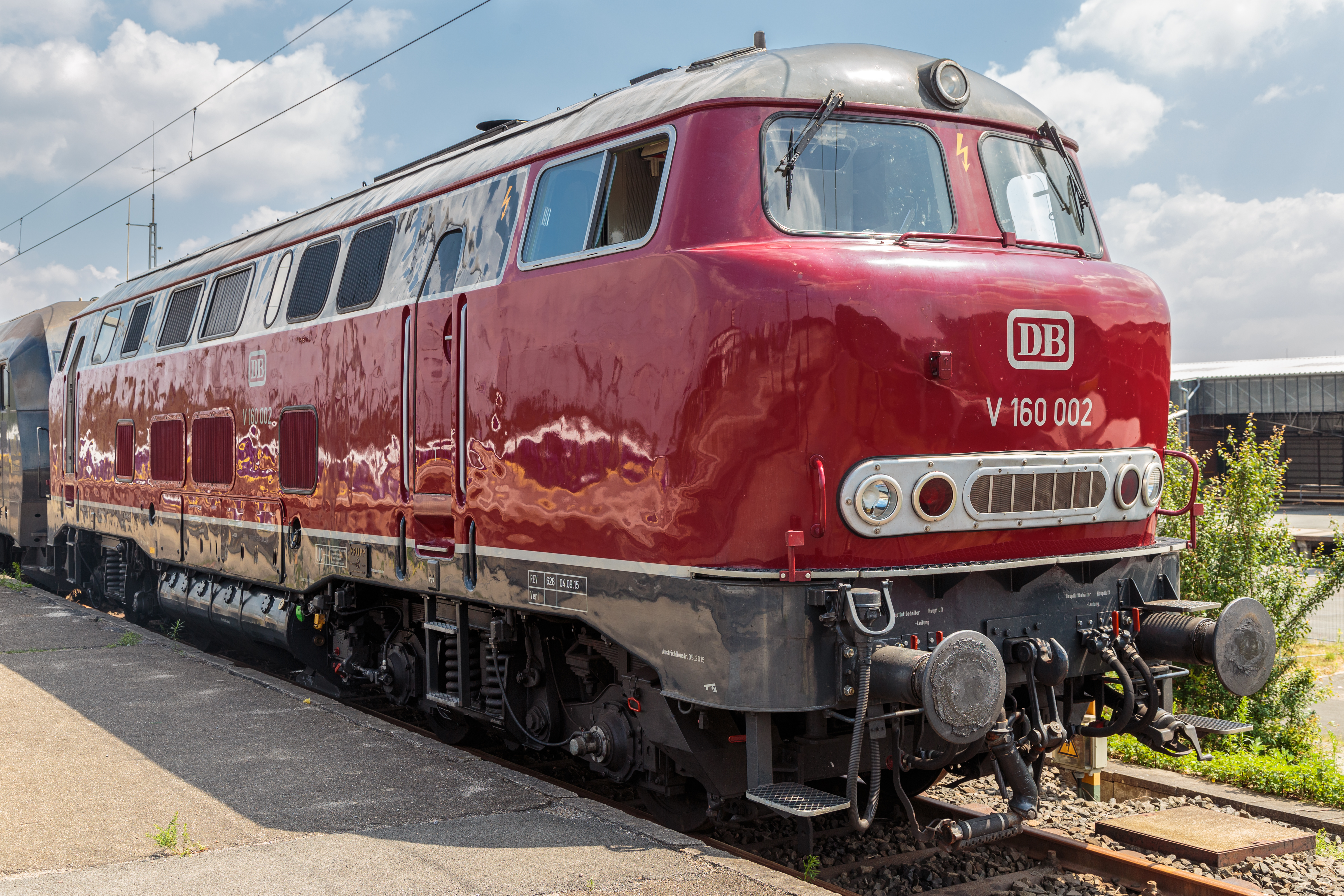
Vorserien-Diesellok V 160 002 in Oldenburg 2018

In den 1950er Jahren stieg die Leistungsfähigkeit der verfügbaren Bahndieselmotoren von zuvor 993 kW (1350 PS) auf ca. 1400 kW (ca. 1900 PS) und mehr. Nun stand der Entwicklung einer einmotorigen, mittelschweren Streckendiesellok bis zur Serienreife nichts mehr im Wege. Vorgaben waren eine Höchstgeschwindigkeit von 120 km/h, eine Länge von 16 Metern, zwei Endführerstände und der Einbau einer Dampfheizung. Noch stand keine Technik bei Diesellokomotiven für die elektrische Heizung von Reisezügen zur Verfügung. So begann im Frühjahr 1956 die Entwicklung bei Krupp. Die V 160 001 wurde als erste von insgesamt zehn Vorserienmaschinen im Juli 1960 ausgeliefert, sechs wurden bei Krupp, weitere vier bei Henschel hergestellt. Die ersten neun Vorserienmaschinen haben noch einen stärker ausgerundeten Fahrzeugkopf, der ihnen den Spitznamen „Lollo“ eintrug (in Anspielung auf Gina Lollobrigida), während ab der zehnten Maschine der von Klaus Flesche bei Henschel für die V 320 001 entworfene glattflächige Fahrzeugkopf Verwendung fand, da er in der Produktion deutlich günstiger war und sich als windschnittiger erwies. Die Vorserien-Maschinen waren mit Ausnahme der V 160 006 zunächst mit Maybach-Motoren des Typs MD 16 V 538 TB ausgestattet.
Die Serienlieferung der Maschinen V 160 011 bis 224 erfolgte in fünf Serien von 1964 bis 1968. Hersteller waren Krupp, Henschel, KHD, Krauss-Maffei und MaK. Ab der Nummer 155 trugen die Maschinen bereits bei ihrer Ablieferung die Baureihenbezeichnung 216. Die übrigen Maschinen wurden umgezeichnet.
Durch die vorrangige Entwicklung leistungsstärkerer und schnellerer Dieselloks mit elektrischer Heizung ist im Laufe der Jahre aus der V 160 eine ganze Fahrzeug-Familie mit über 800 Exemplaren entstanden, die aus verschiedenen Varianten der Zugheizungsversorgung und der Erprobung von Gasturbinen hervorging. Im 1968 eingeführten Baureihenschema der DB sind die verschiedenen Varianten als 210, 215, 216, 217, 218 und 219 geführt. Durch Umzeichnungen (Umbauten) hat die Deutsche Bahn später noch die Baureihen 225 und 226 geschaffen. Das Einsatzfeld der Baureihe 216 konzentrierte sich durch Auslieferung der Baureihe 218 wegen der Dampfheizung zunehmend auf den Güterverkehr, ab Ende der 1990er gab es keine Nahverkehrswagen mehr, die noch mit Dampf beheizt wurden. Ab 1998 gehörte die Baureihe zum Geschäftsbereich DB Cargo. Von 2000 bis 2004 wurde der Bestand an 216ern immer weiter ausgedünnt, sodass 2004 die letzte Maschine ausgemustert wurde.
Die Vorserienmaschinen wurden schon 1978 bis 1984 ausgemustert. Ab 1993 wurden auch die Serienmaschinen im stärkeren Umfang ausgemustert. Anfang Februar 2004 wurden die letzten fünf Maschinen abgestellt.

## Technik
Angetrieben wird die Lok vom Dieselmotor Maybach MD 870 (Vorserie) bzw. Mercedes-Benz MB 839 Bb (Serie) mit 16 Zylindern und einer Leistung von 1397 kW (1900 PS) bei 1500/min. Die Leistung gelangt über ein hydraulisches Getriebe von Voith mit zwei Wandlern und einer Kupplung und Gelenkwellen zu den Radsatzgetrieben in den beiden zweiachsigen Drehgestellen. Bei der Serienausführung ist der Motor in einer geschlossenen Motorkammer elastisch gelagert, das führt zu geringeren Geräuschemissionen. Zusätzlich zum Fahrdieselmotor ist ein kleiner Hilfsdieselmotor vorhanden, der beim Aufrüsten – insbesondere zum Betrieb des Dampfheizkessels – und als Kompressor zur Luftversorgung genutzt werden kann. Daneben existiert aber auch ein elektrischer Luftpresser. Für den Reisezugdienst wurde eine Dampfheizeinrichtung Vapor-Heating OK4616 von Hagenuk eingebaut, die zusätzlich die Maschinenanlage vorwärmen und warmhalten kann.
Zahlreiche Maschinen verfügen über eine konventionelle (216 001-009, 026-035, 083-104, 130-169, 185-199) Wendezug- und Doppeltraktionssteuerung über das 36-polige Steuerkabel. In ihren letzten Einsatzjahren wurden noch viele Maschinen mit der Türblockierung ab 0 km/h (TB0) und dem EBuLa-Rechner nachgerüstet.
An Sicherheitseinrichtungen sind zudem die Sicherheitsfahrschaltung und die punktförmige Zugbeeinflussung vorhanden. Letztere wurde durch Einbau eines Rechnerkerns auf die Funktionalität der PZB 90 nachgerüstet. Erst nachträglich eingebaut wurde der Zugbahnfunk. Ebenfalls vorhanden sind Pfeifeinrichtung und Sandstreueinrichtungen.
Beim selbsttragenden Fahrzeugkasten trägt ein aus Blechen geschweißter Grundrahmen die Karosserie aus Hohlprofilen mit Blechbespannung. Der Maschinenraum befindet sich zwischen den beiden stirnseitigen Führerständen. Er verfügte über einen Seitengang, während die späteren Baureihen der V 160-Familie über zwei Seitengänge verfügten. Die geschweißten Drehgestelle bestehen aus Kastenprofilen, sie sind über Drehzapfen mit dem Rahmen verbunden. Die Radsätze haben Rollenlager und sind mit Blattfedern oder Metallgummifedern im Drehgestell abgefedert.

## Farbschemata

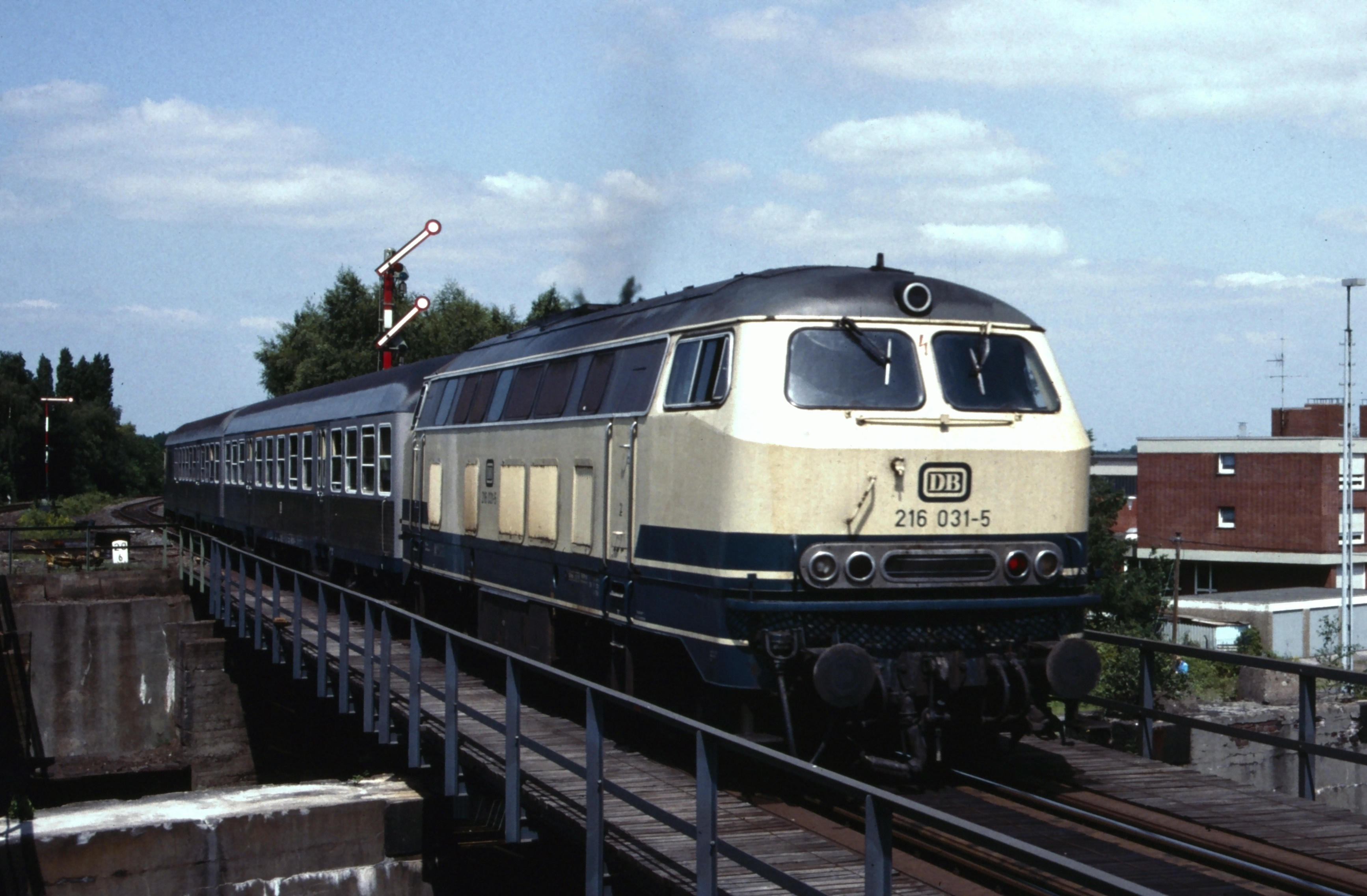
216 031-5 in Ozeanblau-Beige

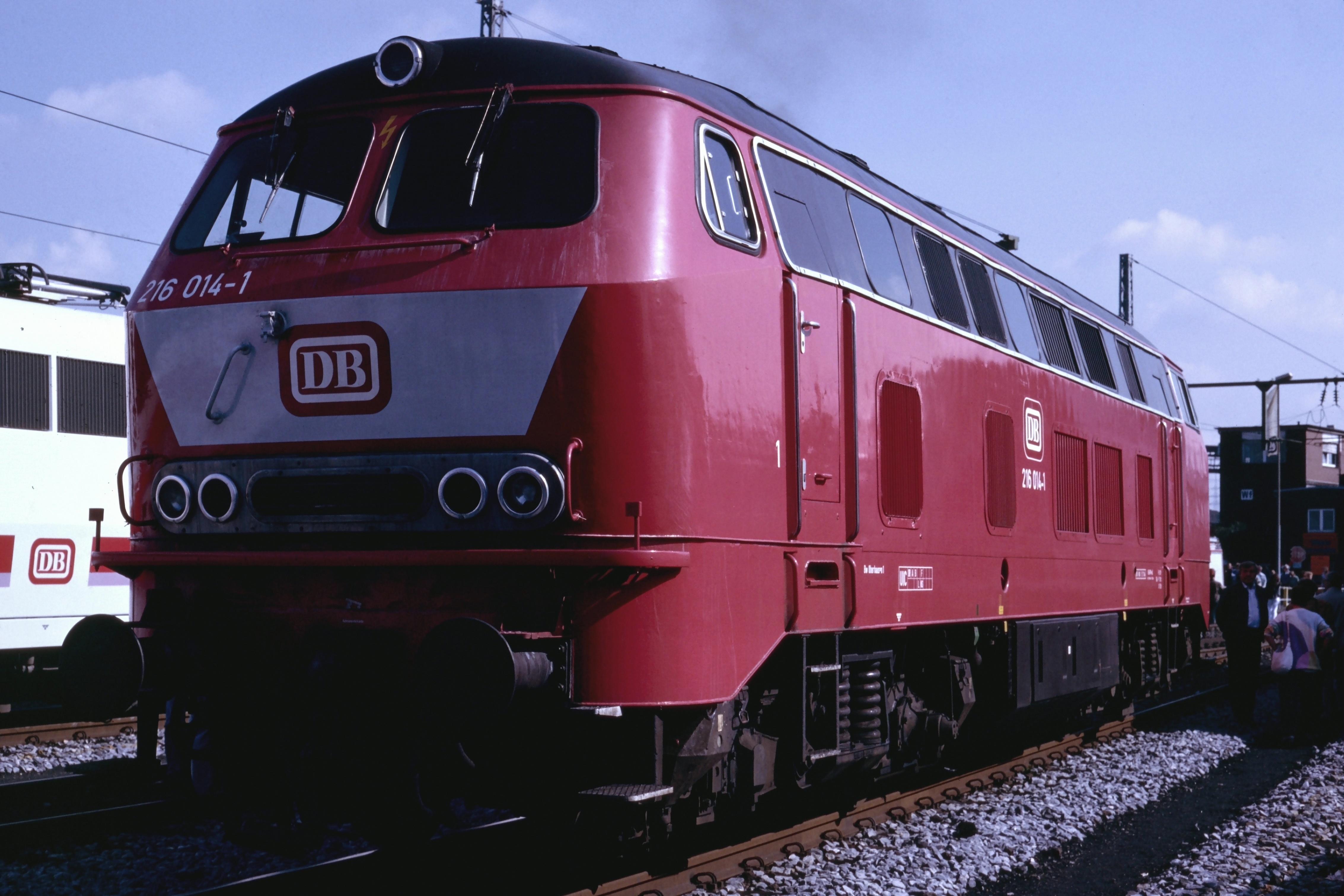
216 014-1 in Orientrot

Die Baureihe 216 wurde – damals noch als V 160 bezeichnet – in der klassischen purpurroten Lackierung mit schwarzem Lüfterband ausgeliefert, wobei die Vorserie, mit Ausnahme der 216 010, im Bereich der Fenster und Lüftungsgitter bis 1967 noch mit einem durchlaufenden beigen Band versehen war. Die Museumslokomotive 216 221 trägt noch die purpurrote Lackierung.
Im Januar 1975 wurde als erste Maschine 216 071 im neuen ozeanblau-beigen Farbschema lackiert.
216 068 erhielt als erste Lokomotive dieser Baureihe im Februar 1988 den orientroten Lack mit weißem „Lätzchen“ an den Stirnseiten, der überdurchschnittlich schnell ausblich und die Konturen der Maschine verwischte.
Eine Umlackierung in das 1997 eingeführte Farbschema in Verkehrsrot mit grau abgesetztem Rahmen war für die Baureihe 216 nicht mehr vorgesehen, dennoch erhielten immerhin noch acht Maschinen ab November 2000 diese Lackierung: 216 188 als erstes Exemplar, danach noch 216 094, 102, 136, 139, 140, 143, 165.

## Verbleib
Mehrere Lokomotiven wurden an Privatbahnen im Inland und Ausland (u. a. Italien und Frankreich) verkauft, wo sie auch heute noch im Einsatz sind. Fast alle anderen 216, die keine neue Heimat außerhalb der DB fanden, wurden inzwischen verschrottet.
Die Vorserien-Maschine V 160 003 gehört der DB AG und wird vom Verein „Historische Eisenbahnfahrzeuge Lübeck“ (HEL e. V.) betreut. Diese wird dort für die Nachwelt erhalten. Aus finanziellen Gründen ist eine fällige Hauptuntersuchung nicht realisierbar.
216 067 befand sich im DB Museum Koblenz und ist seit Mai 2011 wieder altrot lackiert. 2025 ist sie im Freigelände des DB Museum Nürnberg ausgestellt.
216 221 wurde zunächst bei den Rendsburger Eisenbahnfreunden hinterstellt, seit 2015 ist die Lok Dauer-Leihgabe des DB-Museums an die Oberhessischen Eisenbahnfreunde Gießen.
Die V 160 001 (nun 1900.008) und die V 160 006 (nun 1900.007) waren seit 1982 bei der italienischen Azienda Consorziale Trasporti di Reggio Emilia (ACT) im Einsatz und gingen zum 1. Januar 2009 an die Regionalbahn Ferrovie Emilia Romagna (FER). Dort erhielt die V 160 001 eine Aufarbeitung mit einem Neuanstrich in den Farben der Auslieferung (Purpurrot).
Die V 160 002 wurde nach Abstellung in Spanien von einem Privatmann gekauft und aufgearbeitet, sie ist seit September 2015 wieder betriebsfähig.
216 224 ist bei der Traction4Rail GmbH eingestellt.

### Bestand
Bestand der Baureihe 216. Abgestellte Lokomotiven, Ersatzteilspender und Lokomotiven mit unbekanntem Verbleib befinden sich ebenfalls in dieser Liste. (Stand: Mai 2023)
| Fahrzeugnummer (92 80 1xxx xxx-x) | Betreiberbezeichnung   | Betreiber (VKM-Kürzel) | Bemerkung |
| --------------------------------- | ---------------------- | ---------------------- | --- |
| Vorserie                          |                        |                        | |
| 216 001-8                         | V 160 001              | DPO                    | altrot, Dinazzano Po, nicht betriebsfähig                                                                                               |
| 216 002-6                         | V 160 002              | LOLLO                  | altrot, im Besitz von Albert Merseburger, Tauschmotor erhalten, Betriebsfähig mit neuer HU An Lok-Partner GmbH dauerhaft vermietet.     |
| 216 003-4                         | V 160 003              | DB                     | altrot, DB Museum Nürnberg, nicht betriebsfähig                                                                                         |
| 216 004-2                         | V 160 004              | ?                      | Verkauft von Serfer an PE Locomotori S.r.l., Pradelle Nogarole Rocca Verona (2014 / 2015) – Verbleib unklar (Verschrottung oder Umbau?) |
| 216 006-7                         | 1900.007               | DP                     | ozeanblau/beige, 2021 an Deutsche Privatbahn / Oldtimer Museum Rügen, nicht betriebsfähig                                               |
| Serie                             |                        |                        | |
| 216 014-1                         | V 6                    | MKB                    | silber/rot, OnRail DH1504/1, betriebsfähig                                                                                              |
| 216 020-8                         | DD FMT BA 143Q         | FERS                   | gelb/blau, Fersalento S.r.l., Lecce, betriebsfähig (?)                                                                                  |
| 216 032-3                         | 6                      | BLP                    | gelb/weiß, CAT 3516 DZ-TA, betriebsfähig                                                                                                |
| 216 033-1                         | 23 / T 1829            | CLF                    | gelb, Cooperativa Lavori Ferroviari, Bologna, Mittelführerstandslok, betriebsfähig                                                      |
| 216 044-8                         | 216 044-8              | ?                      | Verbleib unbekannt (vmtl. nach Italien verkauft)                                                                                        |
| 216 055-4                         | 9                      | NIAG                   | blau/weiß/grün, OnRail DH1504/4, betriebsfähig                                                                                          |
| 216 067-9                         | V 160 067              | DB                     | altrot, DB Museum Koblenz, nicht betriebsfähig                                                                                          |
| 216 068-7                         | 11 / 216 012-5         | BLP                    | gelb/weiß, CAT 3516 DZ-TA, betriebsfähig                                                                                                |
| 216 072-9                         | DD FMT BA 4380 T       | GCF                    | gelb, Generale Costruzioni Ferroviarie S.p.A., Roma, Mittelführerstandslok, betriebsfähig                                               |
| 216 111-5                         | 8                      | NIAG                   | blau/weiß/grün, OnRail DH1504/3, betriebsfähig                                                                                          |
| 216 121-4                         | 92 80 1216 121-4 D-FSI | FSI                    | silber/rot, Beschriftung Phoenix, OnRail DH1504/6, Rev 22.08.22, betriebsfähig                                                          |
| 216 122-2                         | 10                     | BLP                    | gelb/weiß, CAT 3516 DZ-TA, betriebsfähig                                                                                                |
| 216 123-0                         | 216 123-0              | WEE                    | rot, OnRail DH1504/2, betriebsfähig |
| 216 126-3                         | T 6649                 | FERS                   | gelb/blau, Fersalento S.r.l., Lecce, betriebsfähig (?)                                                                                  |
| 216 141-2                         | T 1939                 | CLF                    | betriebsfähig (?) |
| 216 158-6                         | 216 158-6              | WEE                    | rot, OnRail DH1504/5, betriebsfähig |
| 216 159-4                         | DD FMT BA 4419 I       | FERS                   | Fersalento S.r.l., Lecce, betriebsfähig (?)                                                                                             |
| 216 206-3                         | T 7000                 | FERS                   | gelb/blau, Fersalento S.r.l., Lecce, betriebsfähig (?)                                                                                  |
| 216 207-1                         | DD FMT RM 1524 F       | GEFER                  | GEFER S.p.A. Roma, Verbleib unbekannt                                                                                                   |
| 216 210-5                         | 055                    | SFR                    | rot/weiß, SerFer – Servizi Ferroviari S.r.l., Udine, betriebsfähig (?)                                                                  |
| 216 213-9                         | V216 N° 182 609        | TSO                    | gelb, Travaux Du Sud Ouest SA, Chelles, nicht betriebsfähig                                                                             |
| 216 214-7                         | V216 N° 182 608        | TSO                    | gelb, Travaux Du Sud Ouest SA, Chelles, nicht betriebsfähig                                                                             |
| 216 221-2                         | 216 221-2              | DB                     | altrot, Oberhessische Eisenbahnfreunde e. V., Gießen, nicht betriebsfähig                                                               |
| 216 224-6                         | 216 224-6              | T4R                    | altrot, betriebsfähig |

## DH 1504

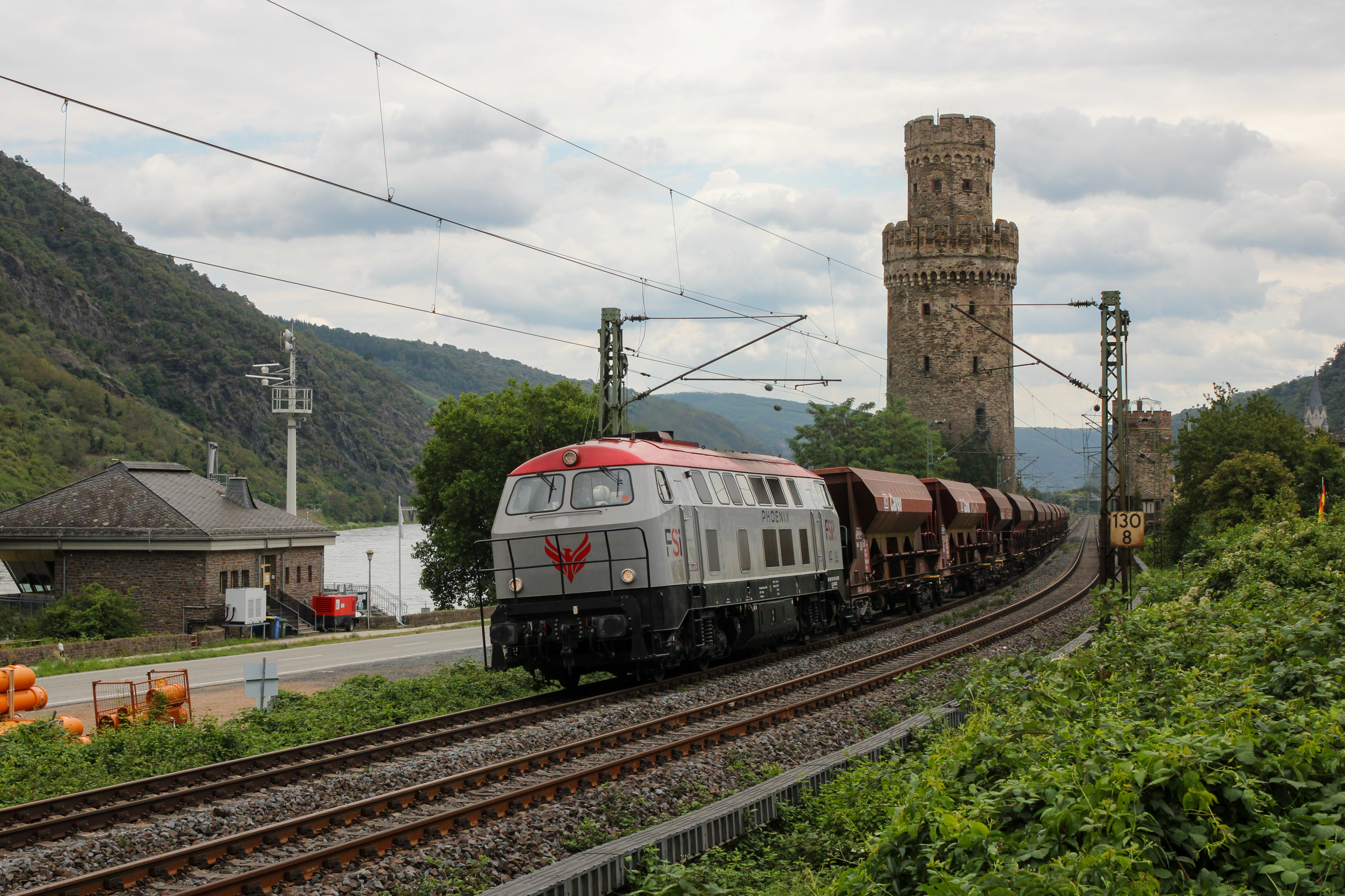
FSI 216 121-4 in Oberwesel

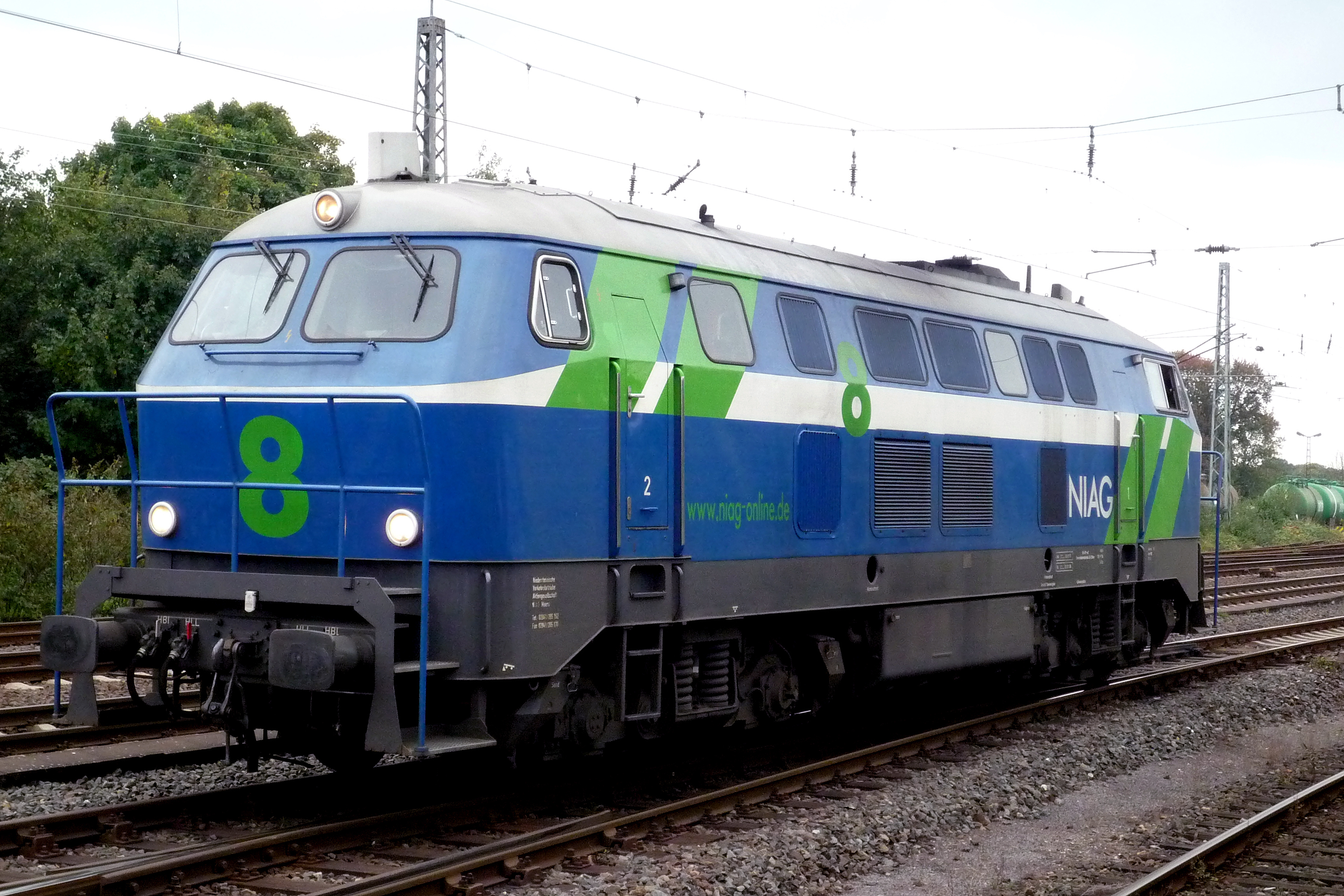
DH 1504 als NIAG „8“ in Moers

Die erste Umbaulok der Reihe DH 1504 wurde 1998 durch die Firma On Rail vorgestellt. Das Konzept sah vor, aus einigen vorhandenen ehemaligen Staatsbahnexemplaren der Baureihe 216 eine neue Streckenlokomotive mittlerer Leistungsstärke zu schaffen. Dafür wurde eine fast komplett neue Lok aufgebaut, die nur noch das Getriebe, die Drehgestelle und die Lokhülle mit der Spenderlok gemein hatte. Motorisiert sind die DH 1504 mit 1500 kW starken MTU-Motoren. Insgesamt wurden sechs dieser Loks gebaut, drei Lokomotiven standen bei der OHE im Einsatz, zwei bei der NIAG und eine steht bei der MKB im Einsatz. Des Weiteren ist die zuvor bei OHE im Einsatz gewesene 216 121-4 nun bei der FSI Logistik GmbH im Einsatz und trägt den Namen „Phoenix“.

## Baureihe 226
2003 wurden im Streckendienst nicht mehr benötigte Fahrzeuge der Baureihe 216 für den Einsatz bei DB Reise & Touristik als ICE-3-Hilfslok umgerüstet. Dazu wurden im DB-Werk Bremen die Dampferzeuger für die Zugheizung durch Webasto-Standheizungen und entsprechende Ausgleichsgewichte ersetzt. Zusätzlich wurde eine Scharfenbergkupplung montiert. Umgerüstet wurden 216 096, 130, 131, 135, 146, 154 und 156, wobei die 216 096 nur als Ersatzteilspender diente und nicht umgezeichnet wurde.
Die sechs letzten Maschinen der Baureihe 216 wurden zur Baureihe 226 umgezeichnet. Je zwei Maschinen wurden an den Bahnhöfen Montabaur und Siegburg/Bonn an der Schnellfahrstrecke Köln–Rhein/Main stationiert.
Für diesen Zweck standen ab 2004 zugkräftigere Loks der technisch ähnlichen DB-Baureihe 218 zur Verfügung. Diese wurden mit der Bezeichnung 218.8 versehen und lösten die Lokomotiven der Baureihe 226 ab, welche bis 2005 verschrottet wurden.

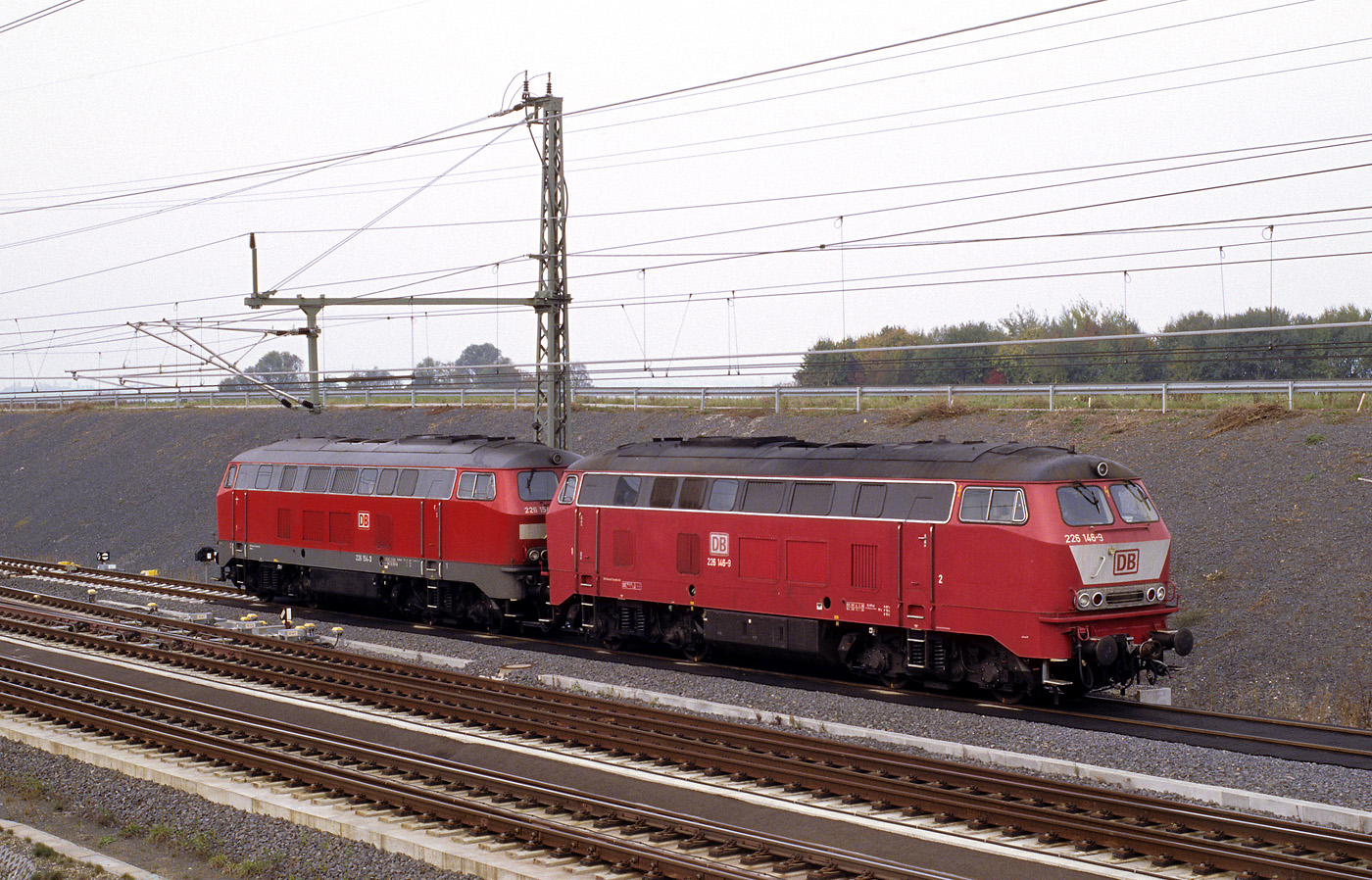
226 146 und 226 154 warten 2003 in Limburg Süd auf den nächsten Einsatz

## Schmalspur-V-160
Die Firma Henschel baute in den Jahren 1964–1966 fünf 1000-mm-Schmalspurlokomotiven des Typs DH 1200 BB, die zumindest äußerlich der Baureihe V 160 stark ähneln. Sie wurden nach Spanien an die Ferrocarril Minero de Sierra Menera geliefert und nach deren Einstellung an die staatliche Schmalspurbahngesellschaft FEVE verkauft. Eine dieser Lokomotiven (ehemals FEVE 1405) befindet sich seit 1998 bei der Brohltalbahn als D5 in betriebsfähigem Zustand (Stand Juni 2024).